# 頌安商場
頌安商場（英語：Chung On Shopping Centre）是一個位於新界沙田馬鞍山頌安邨的購物商場，於1996年落成。商場主要為頌安邨及鄰近居屋錦豐苑的居民提供日常所需。而商場地下設有由私人承辦的空調街市，名為「頌安街市」。
商場原由香港房屋委員會管理，後來在2005年交由領展房地產投資信託基金管理。

## 簡介
頌安商場共有5層，樓面面積約13,600平方米，地下為商場及街市，1樓為商場，2樓至4樓為停車場，提供約990個車位，而5樓頂層則有頌安邨管理公司辦事處、診所、網球場及平台。而商場主要商戶包括惠康超級市場、麥當勞、7-11、OK便利店、萬寧、屈臣氏、百匯軒、吉野家。
2018年8月1日，連鎖食店吉野家試業，引來居民大排長龍，首日下午5時半左右食物已賣光並關門。

## 商舖
以下資料以2021年7月的頌安商場為準，全部商舖資料請參考以下領展網頁

### 地下
- 惠康超級市場
- OK便利店
- 麥當勞
- 香港寬頻專門店
- 譚仔雲南米線
- 爭鮮
- 唐記包點
- 聖安娜餅屋
- 優品360

### 1樓
- 7-11
- 萬寧
- 日本城
- 百匯軒
- 大家樂
- 759阿信屋
- 吉野家
- 嚐味
- 時代冰室

### 5樓
- 中國基督教播道會恩福馬鞍山堂
- 診所

## 附近設施

### 屋苑
- 頌安邨
- 錦豐苑

### 中學
- 香港中文大學校友會聯會陳震夏中學

### 小學
- 宣道會台山陳元喜小學

### 幼稚園
- 東華三院南九龍獅子會幼兒園
- 馬鞍山靈糧幼稚園
- 基督教宣道會頌安幼稚園
- 基督教小天使（錦豐）幼稚園

### 其他
- 籃球場
- 香港聖公會馬鞍山（北）青少年綜合服務中心
- 基督教香港信義會頌安長者鄰舍中心

## 圖庫

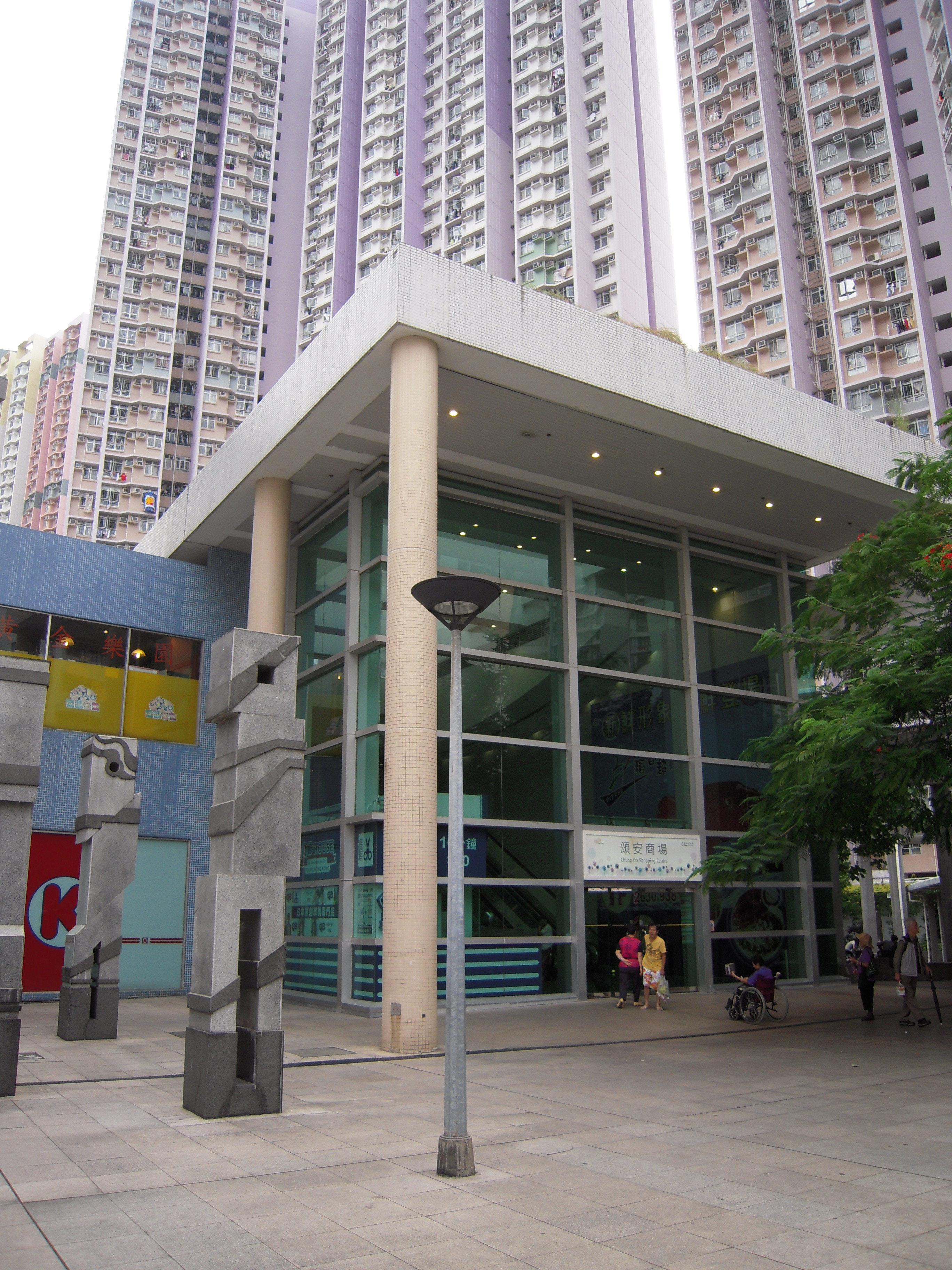
頌安商場入口
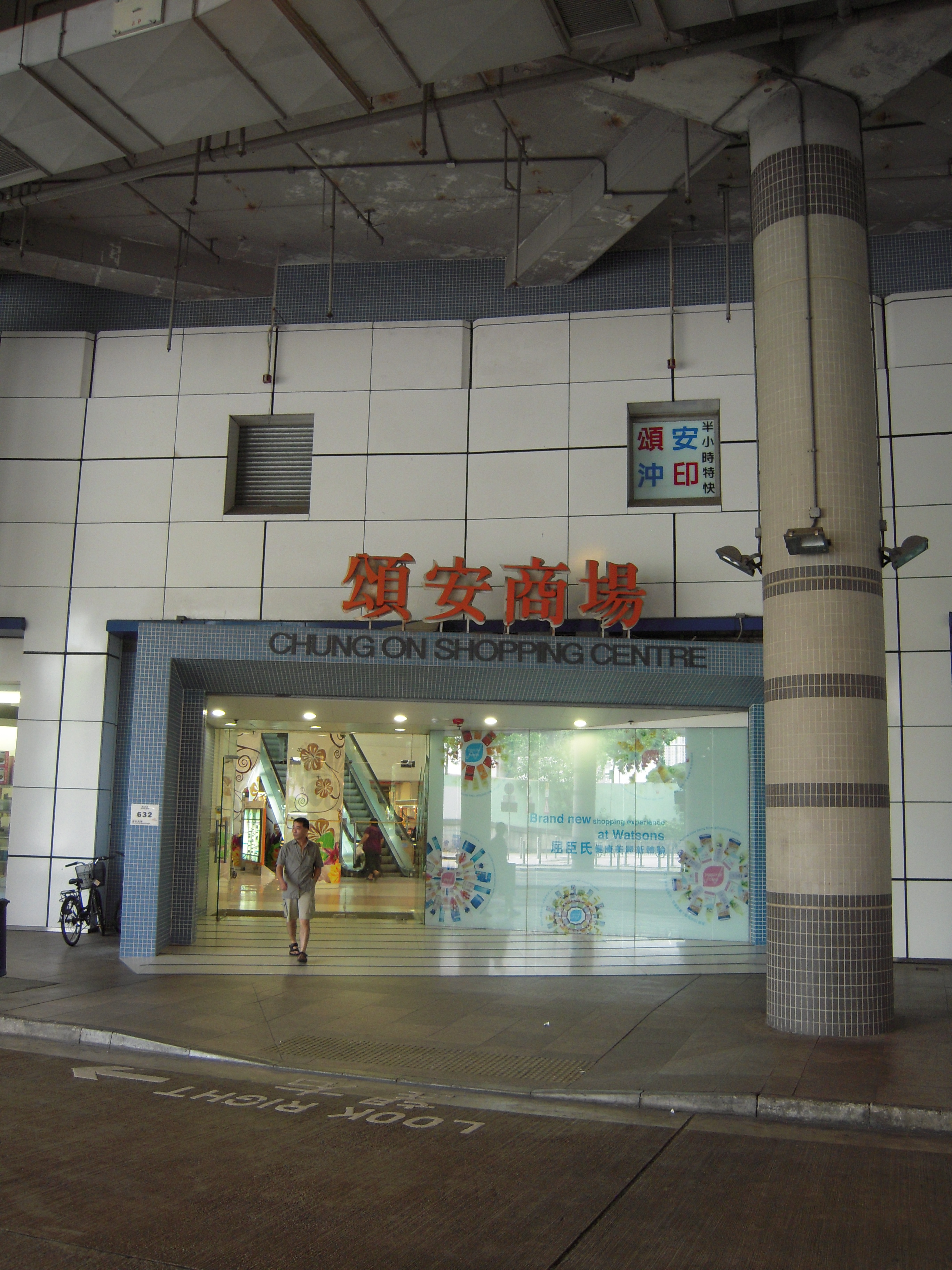
頌安商場入口
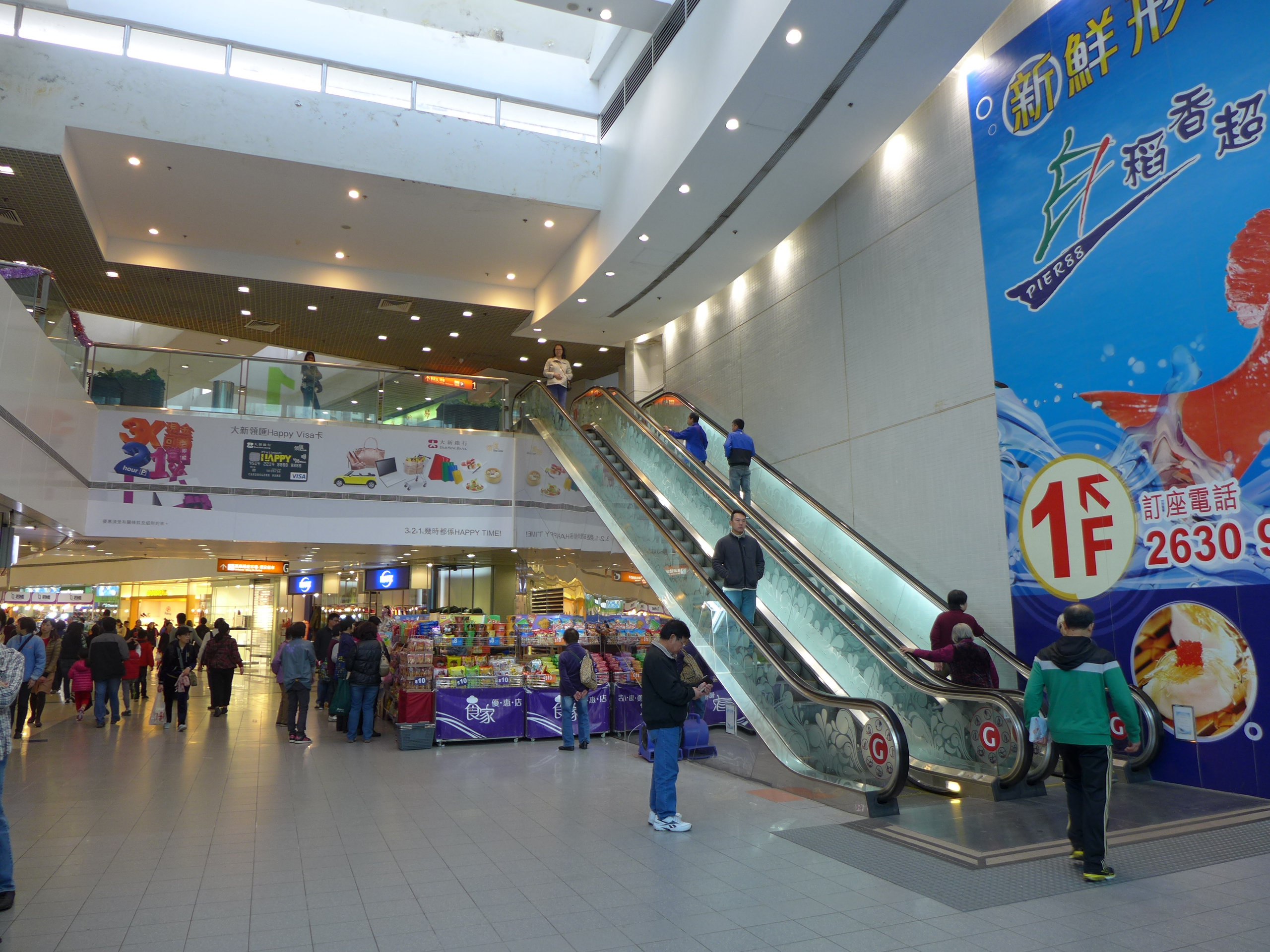
頌安商場北中庭
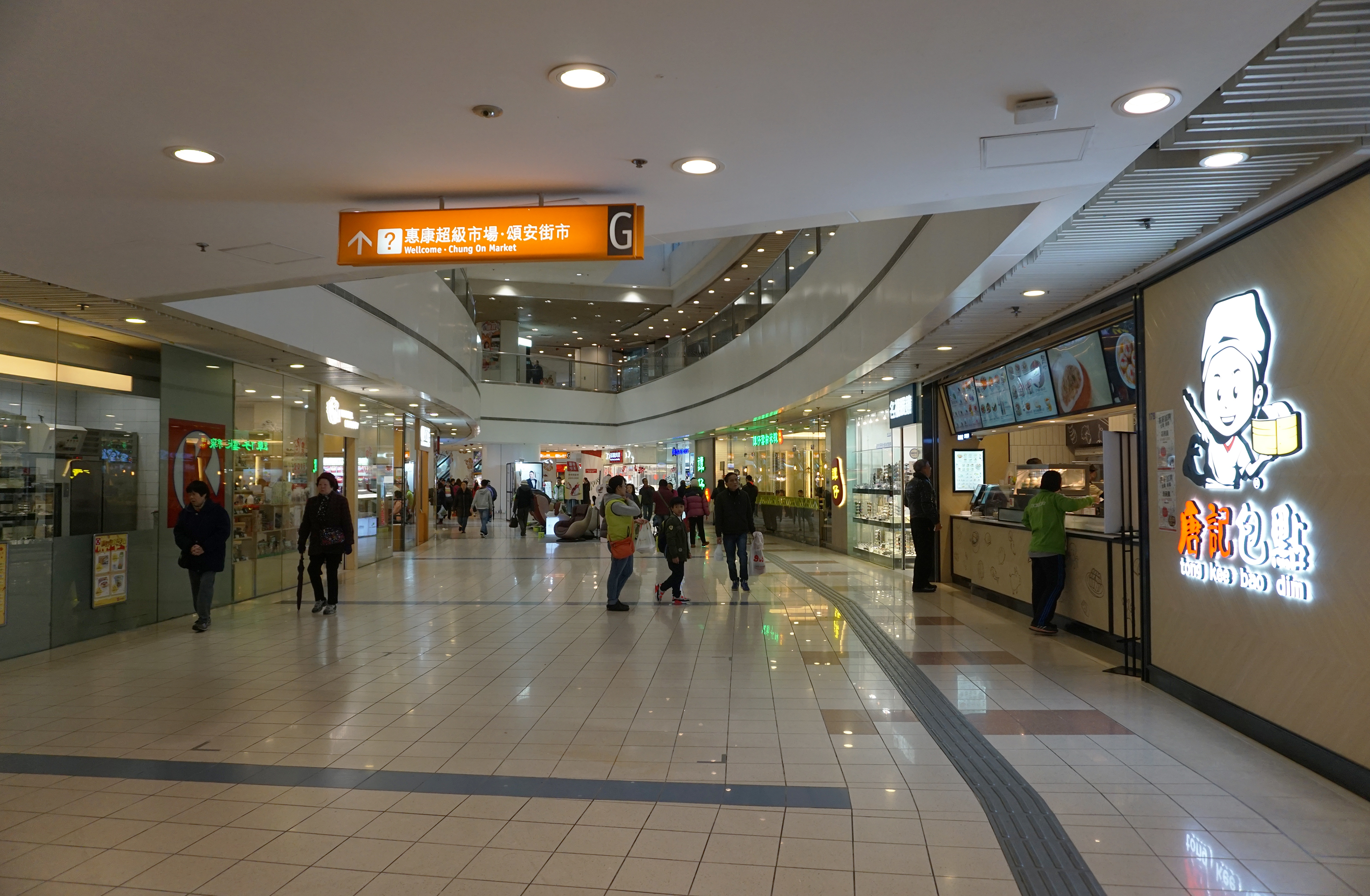
頌安商場地下
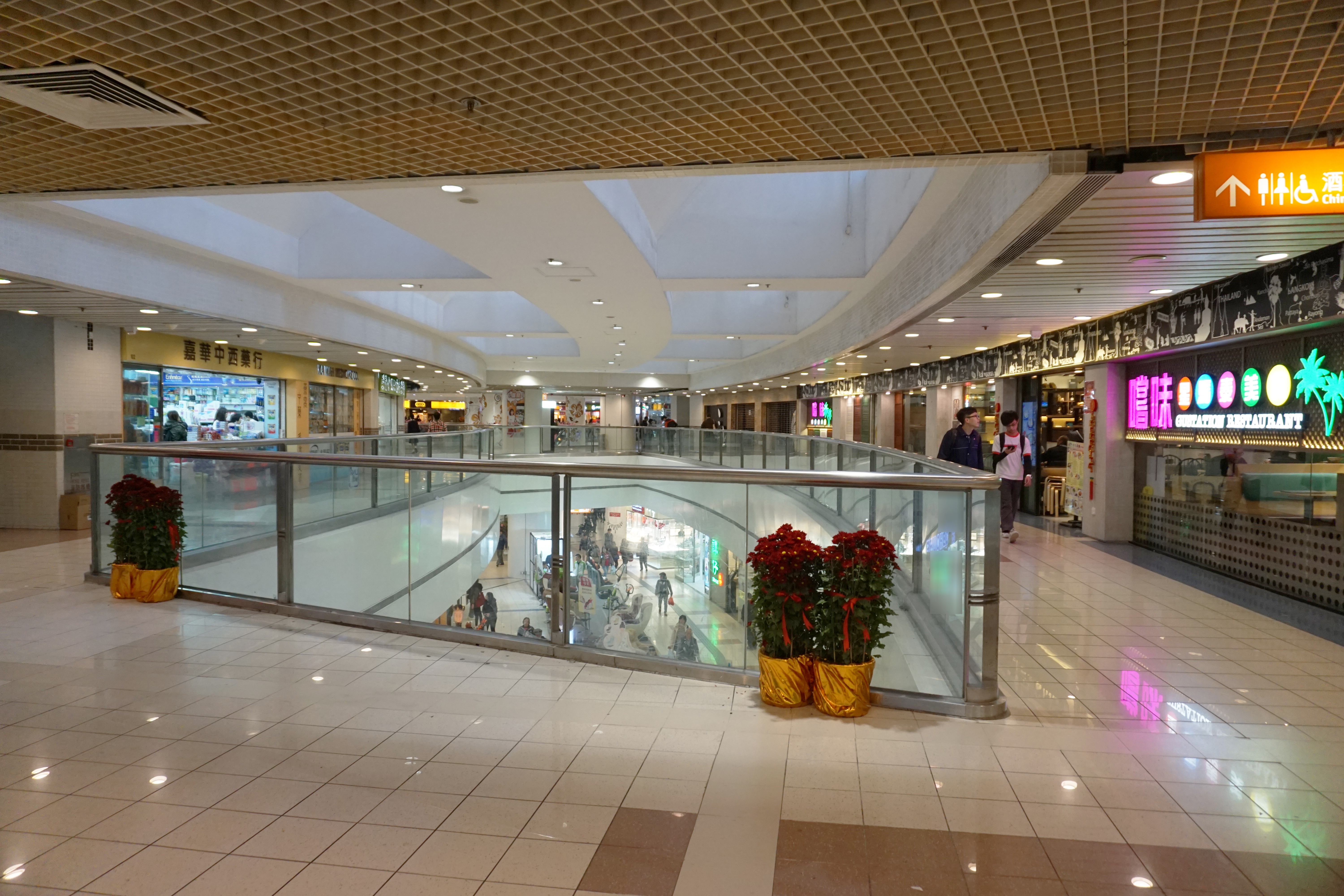
頌安商場1樓
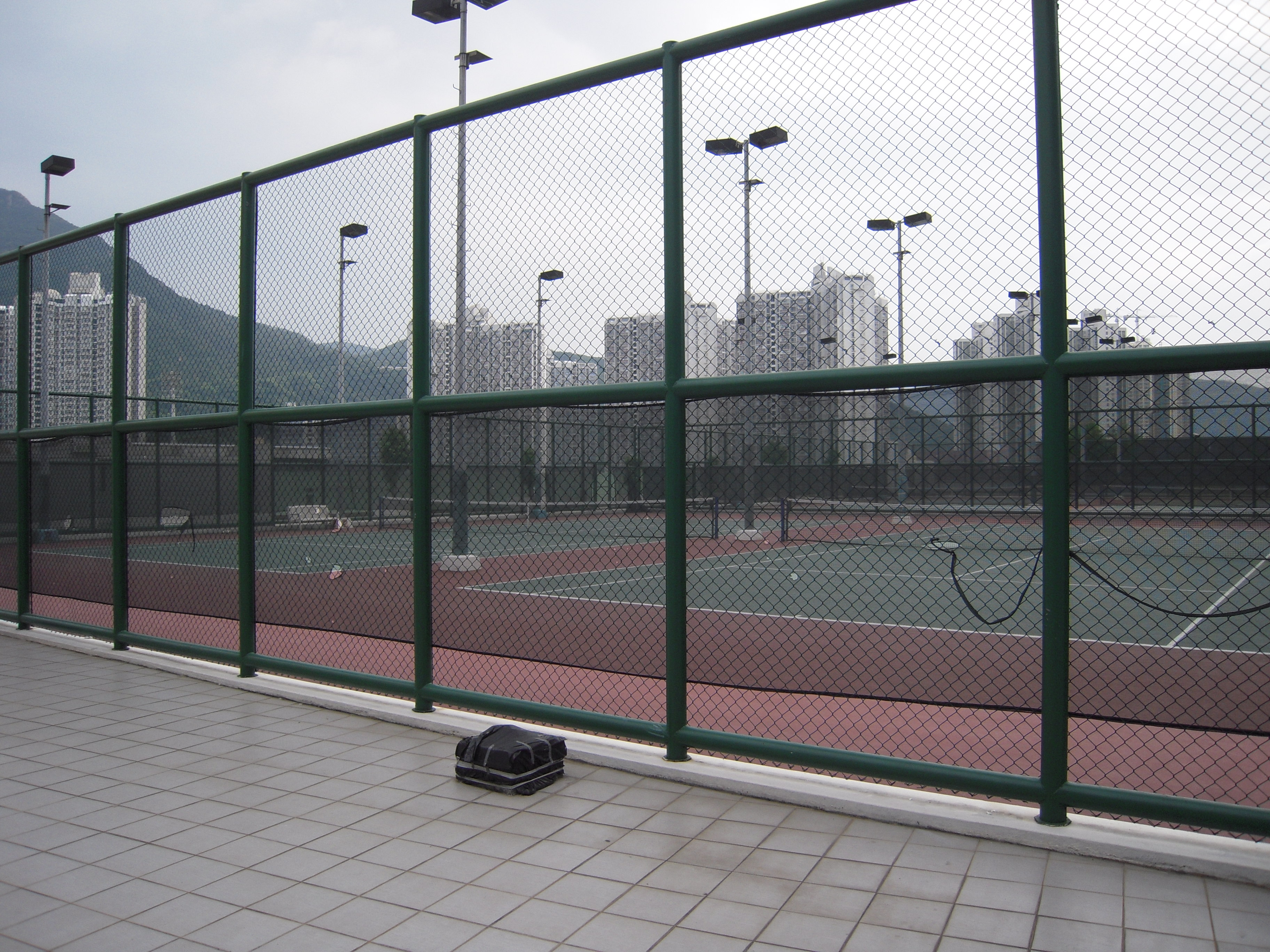
頌安商場頂層網球場
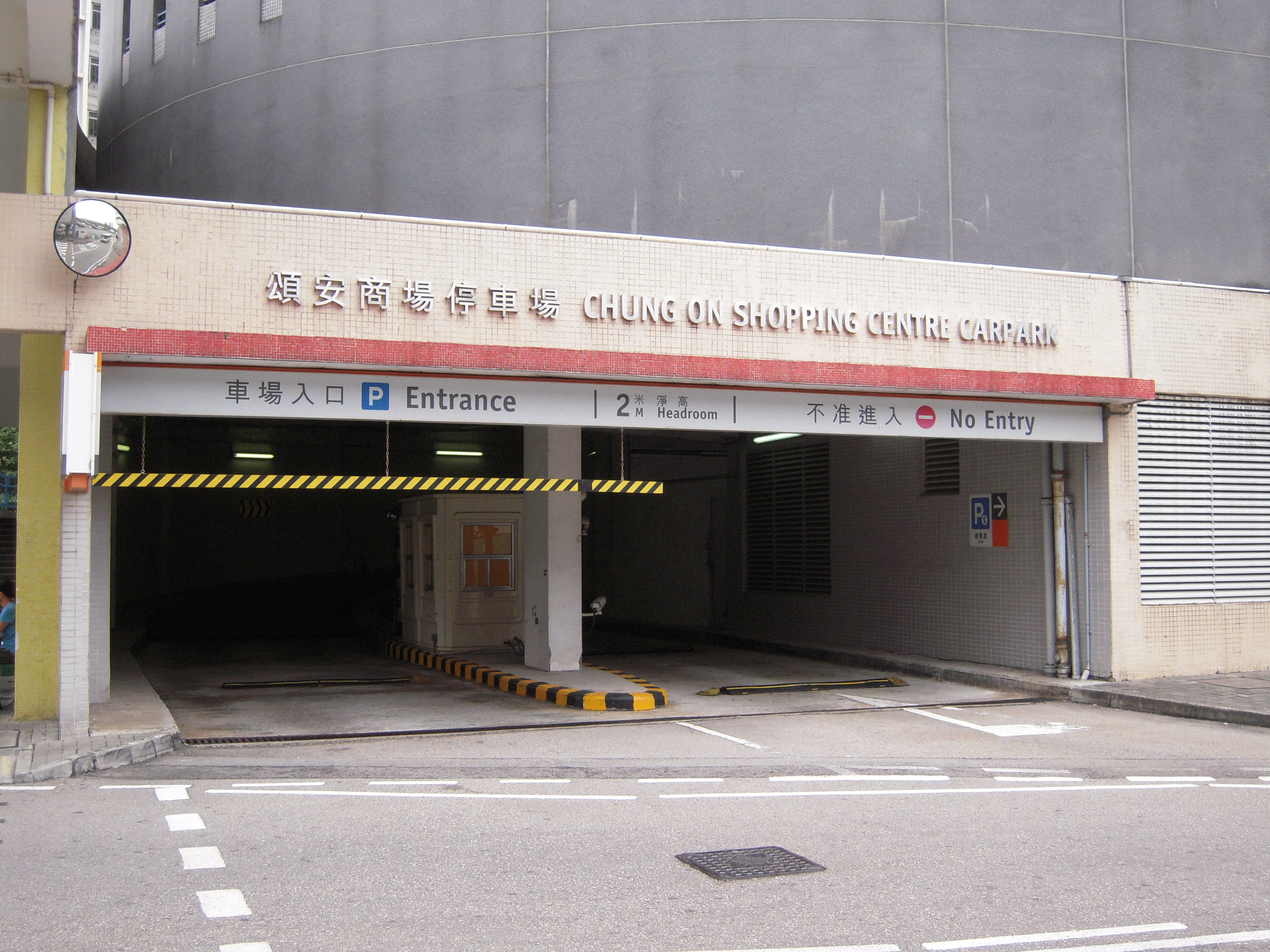
頌安商場停車場入口
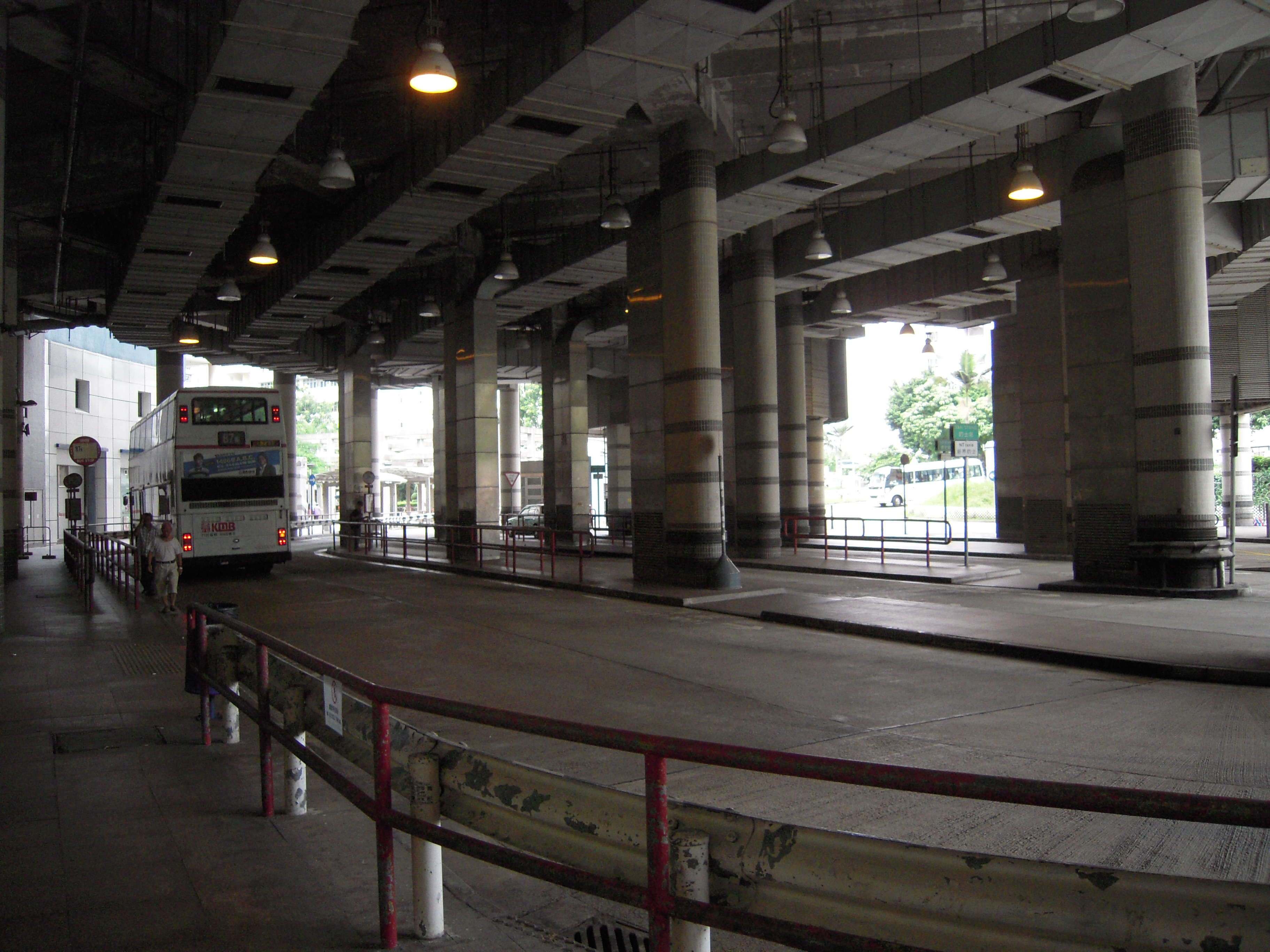
頌安商場對出巴士站

頌安街市

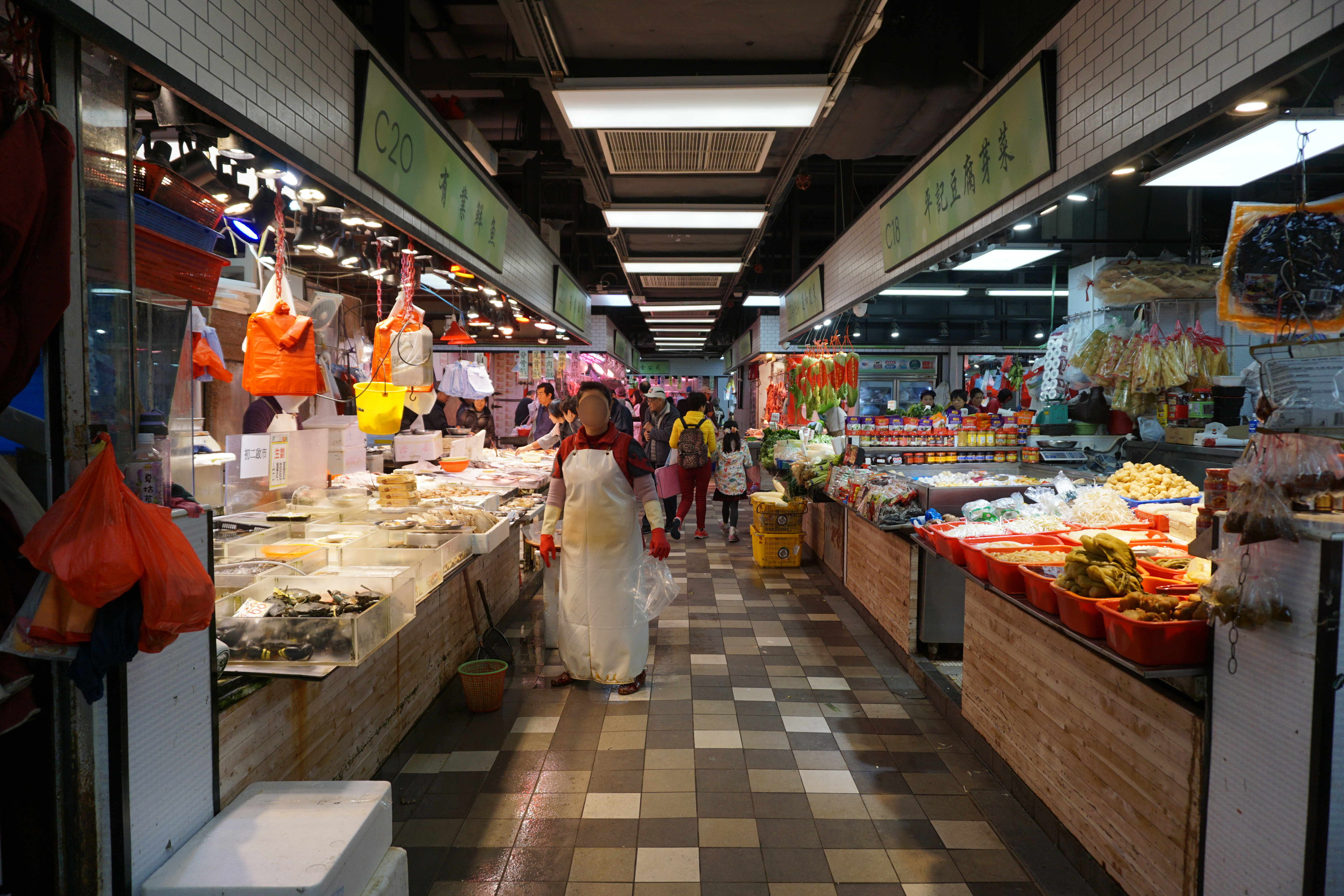
頌安街市魚檔及豆腐芽菜檔
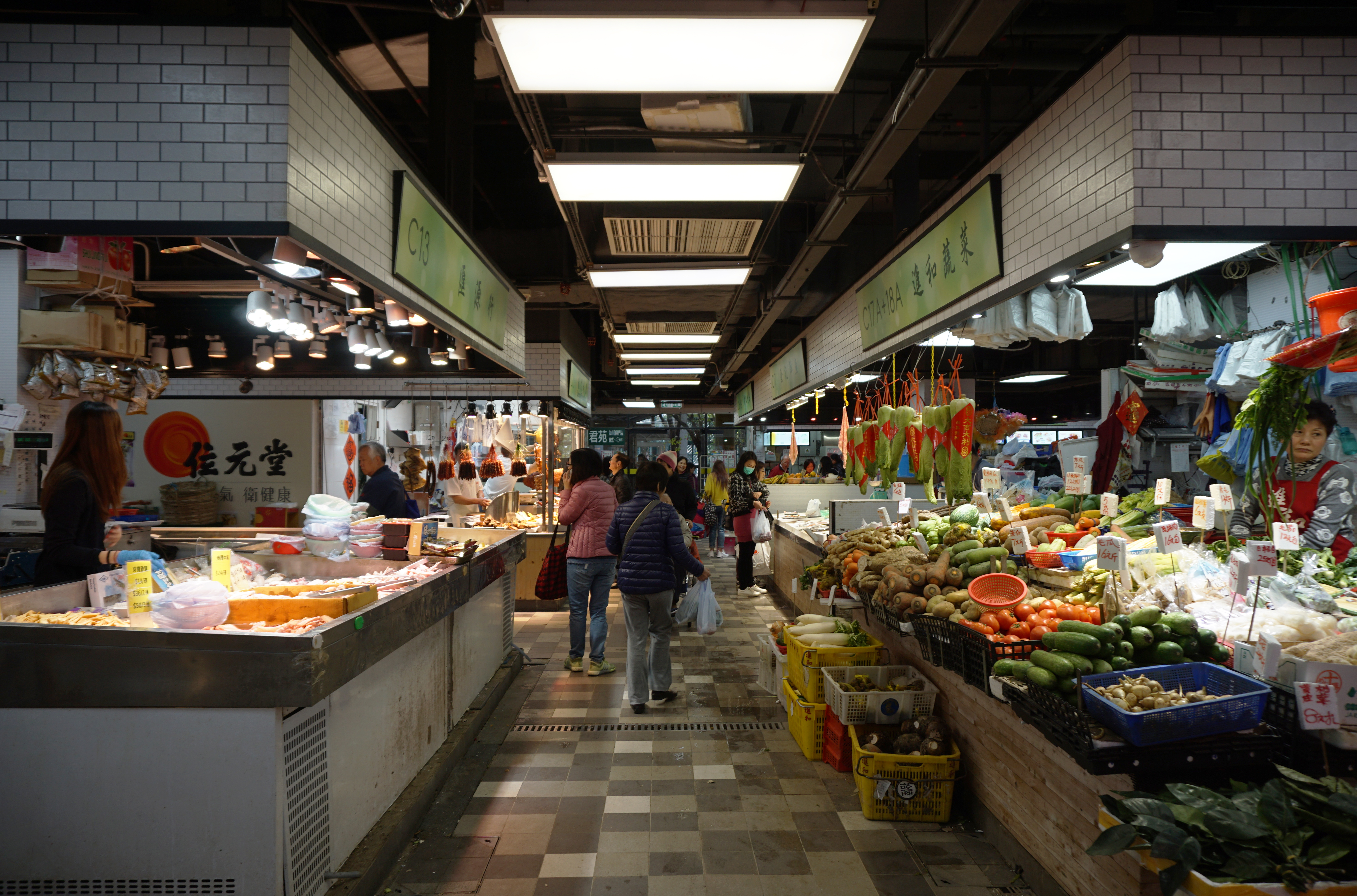
凍肉、燒味及菜檔
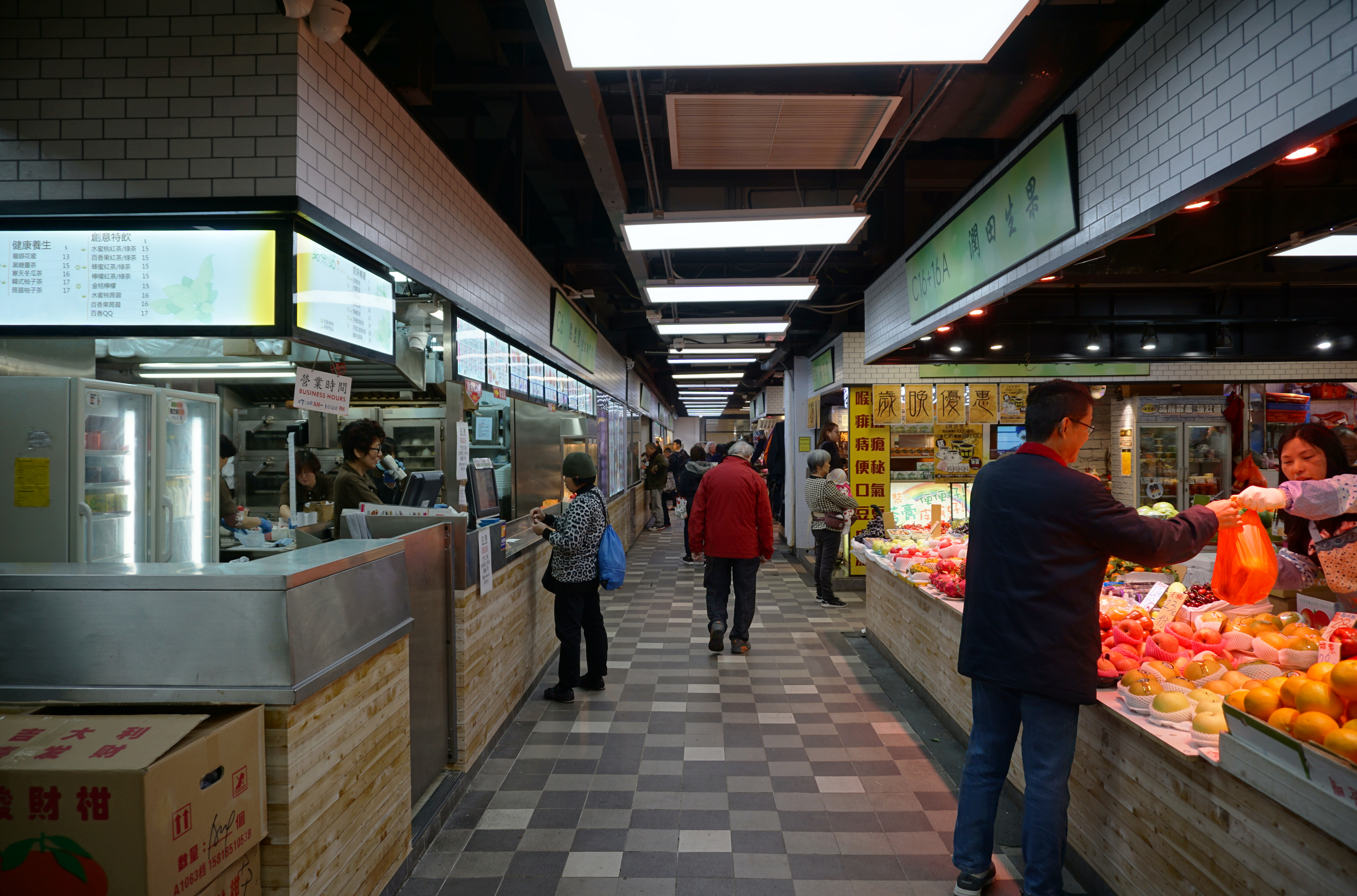
小食區、海天堂及水果檔
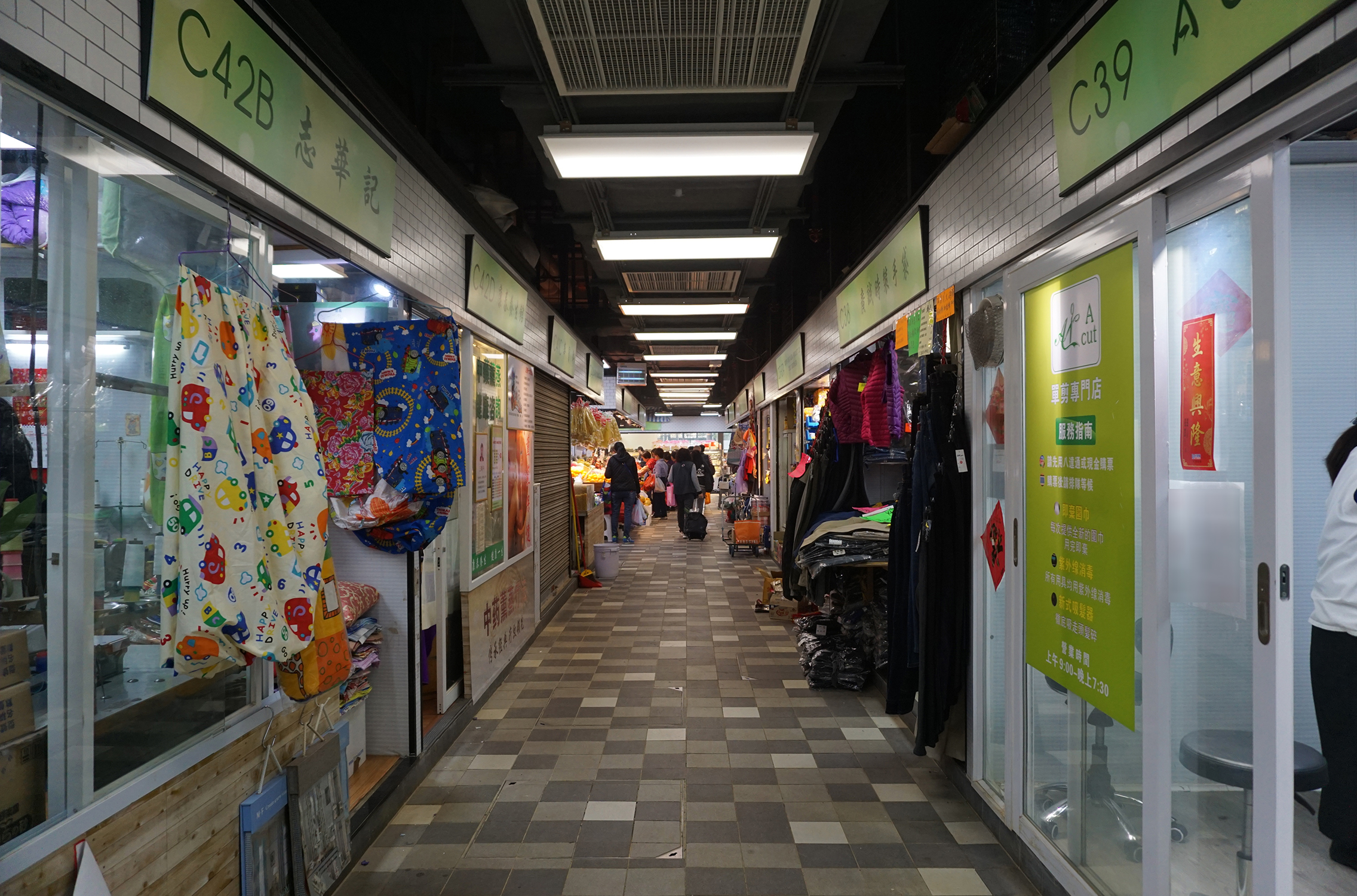
窗簾、養生、時裝及單剪店
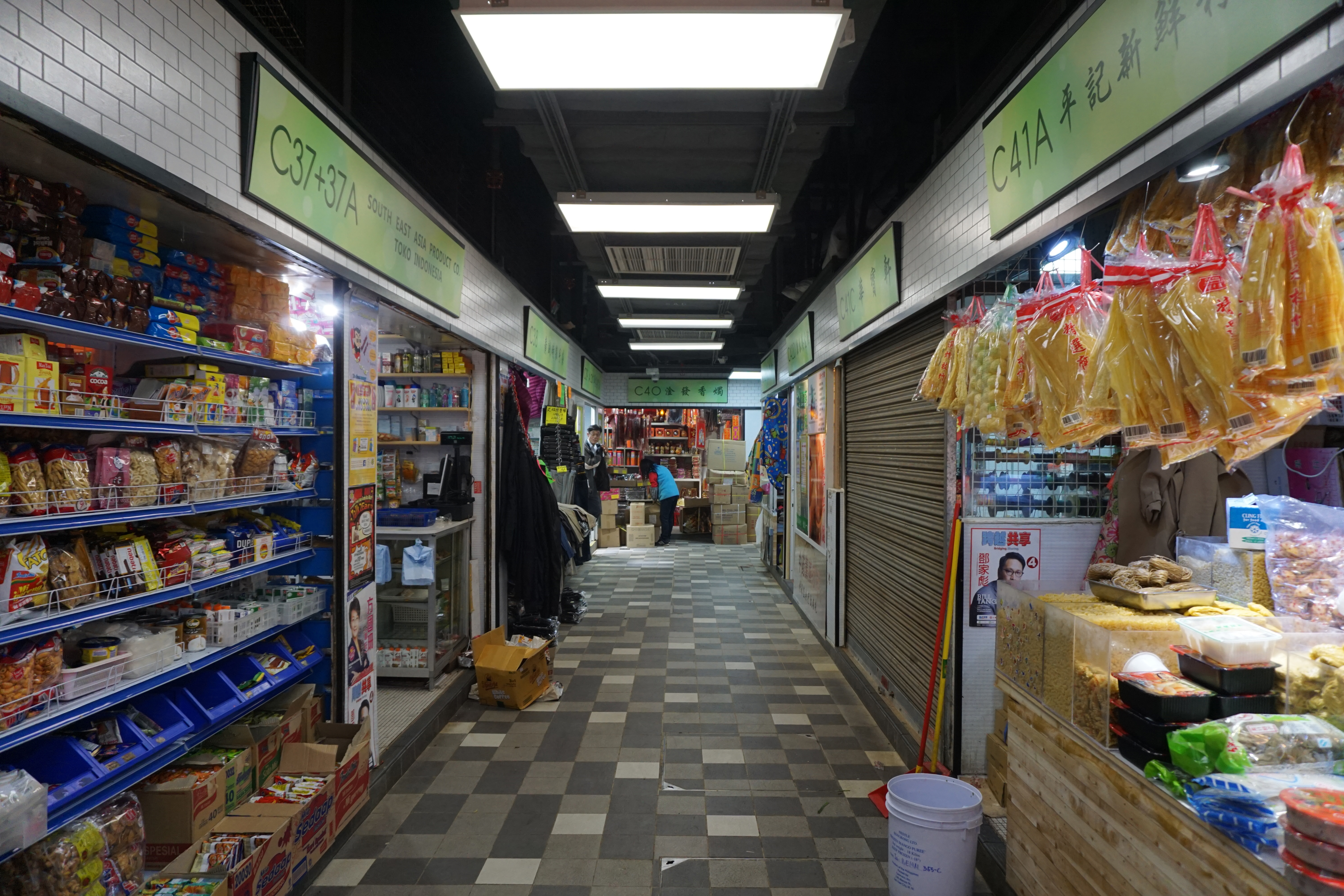
印尼食品、香燭祭品及粉麵店
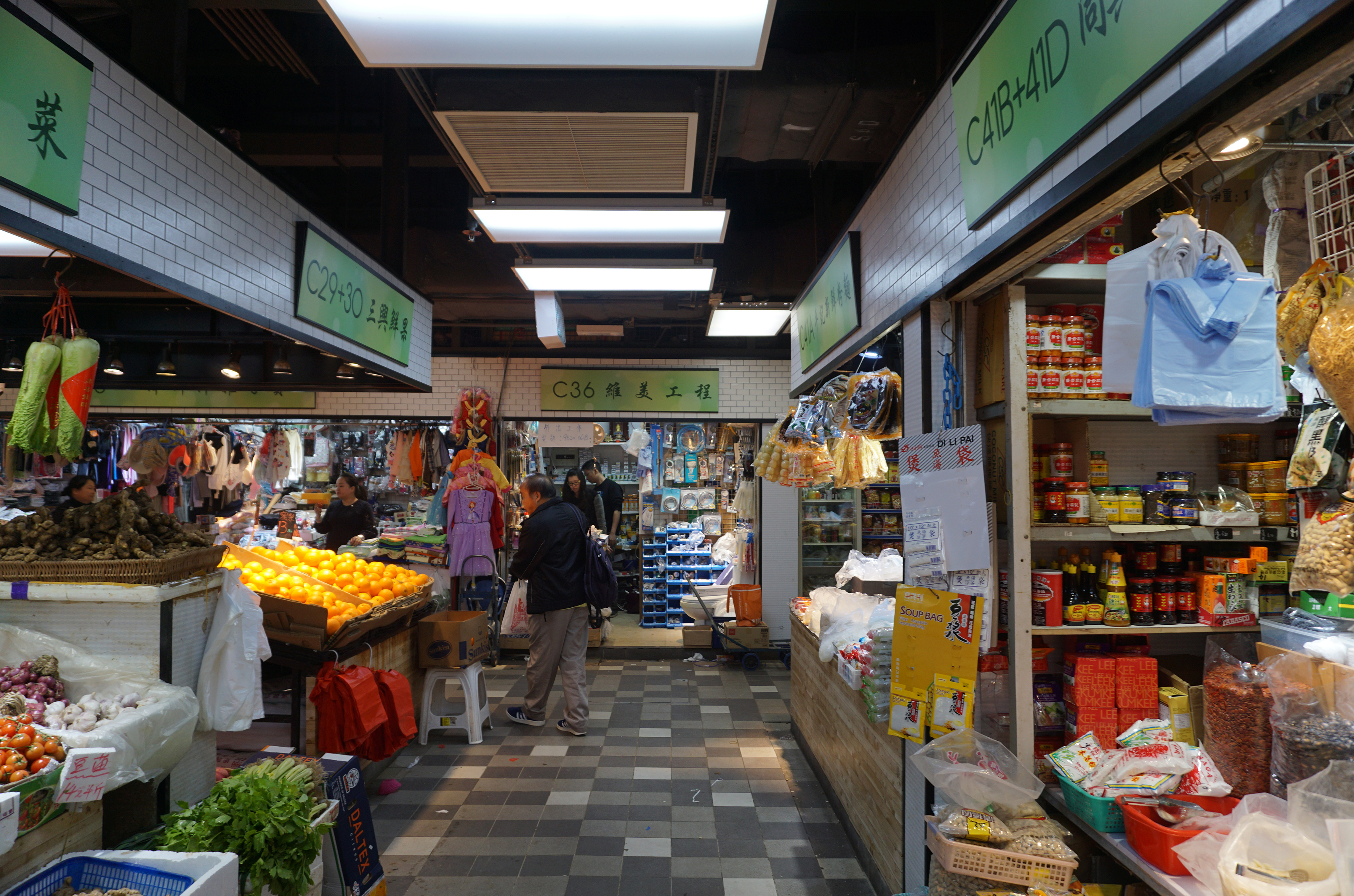
水電工程店
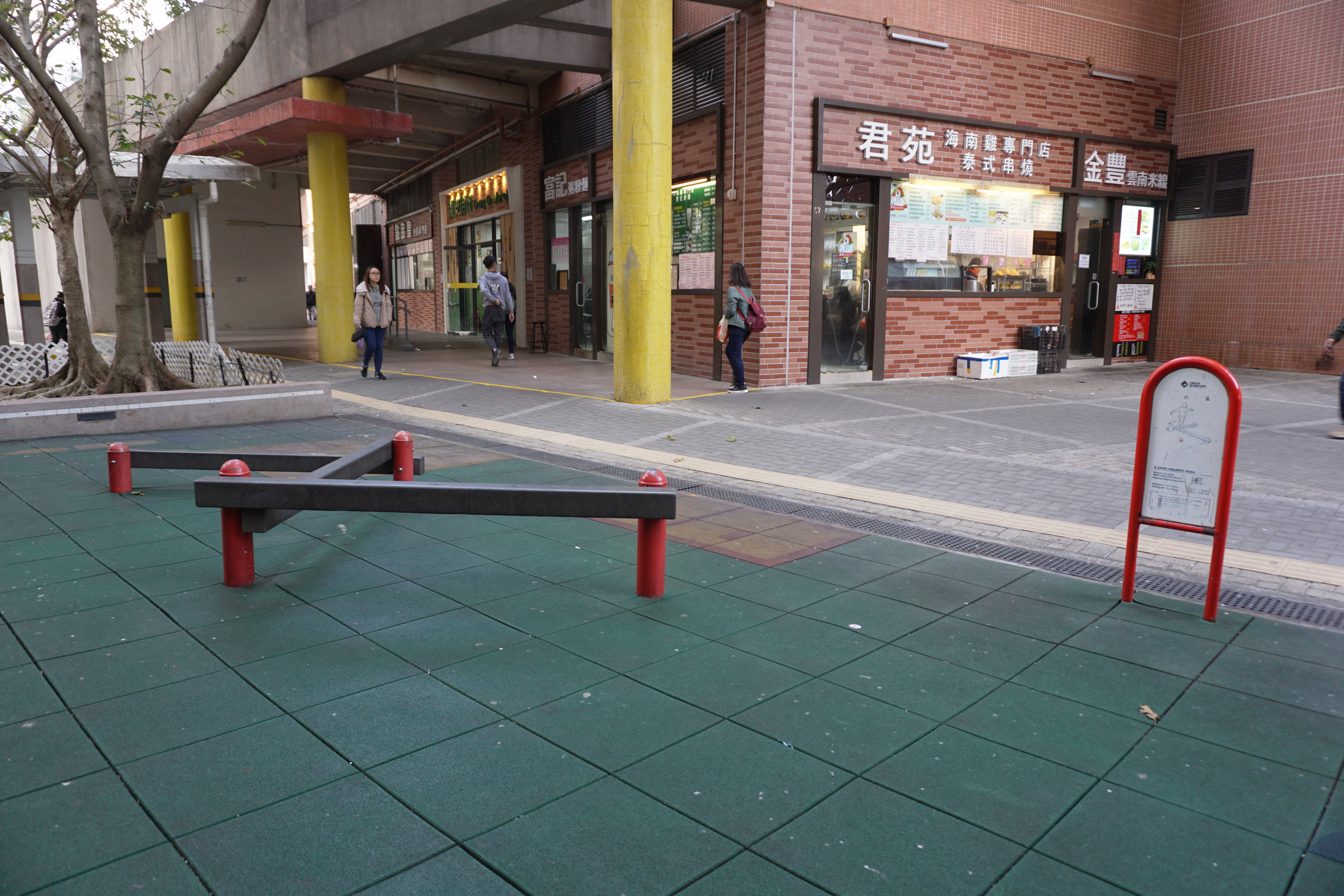
外觀及場外餐廳
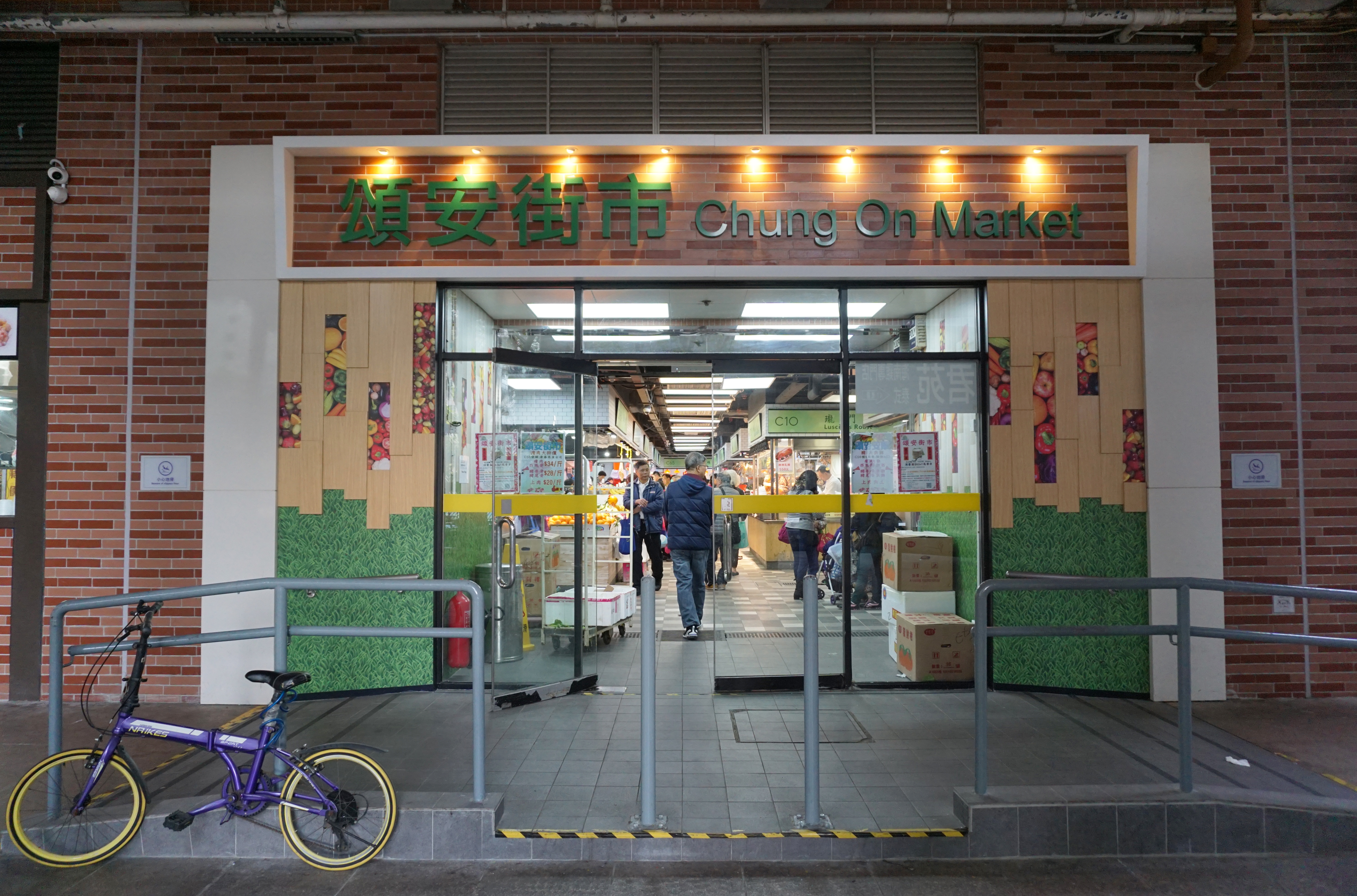
翻新後的頌安街市入口
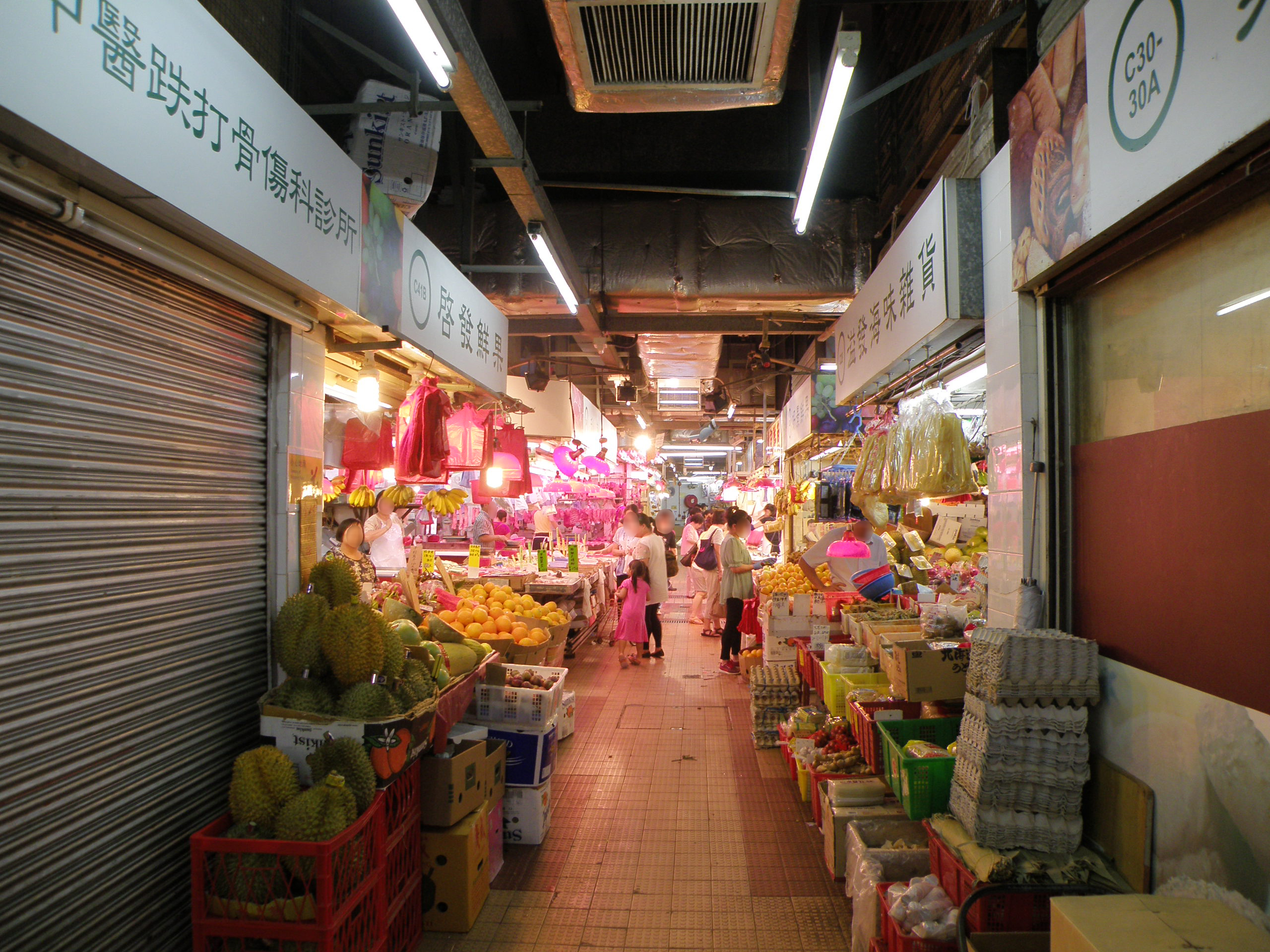
翻新前的頌安（萬有）街市
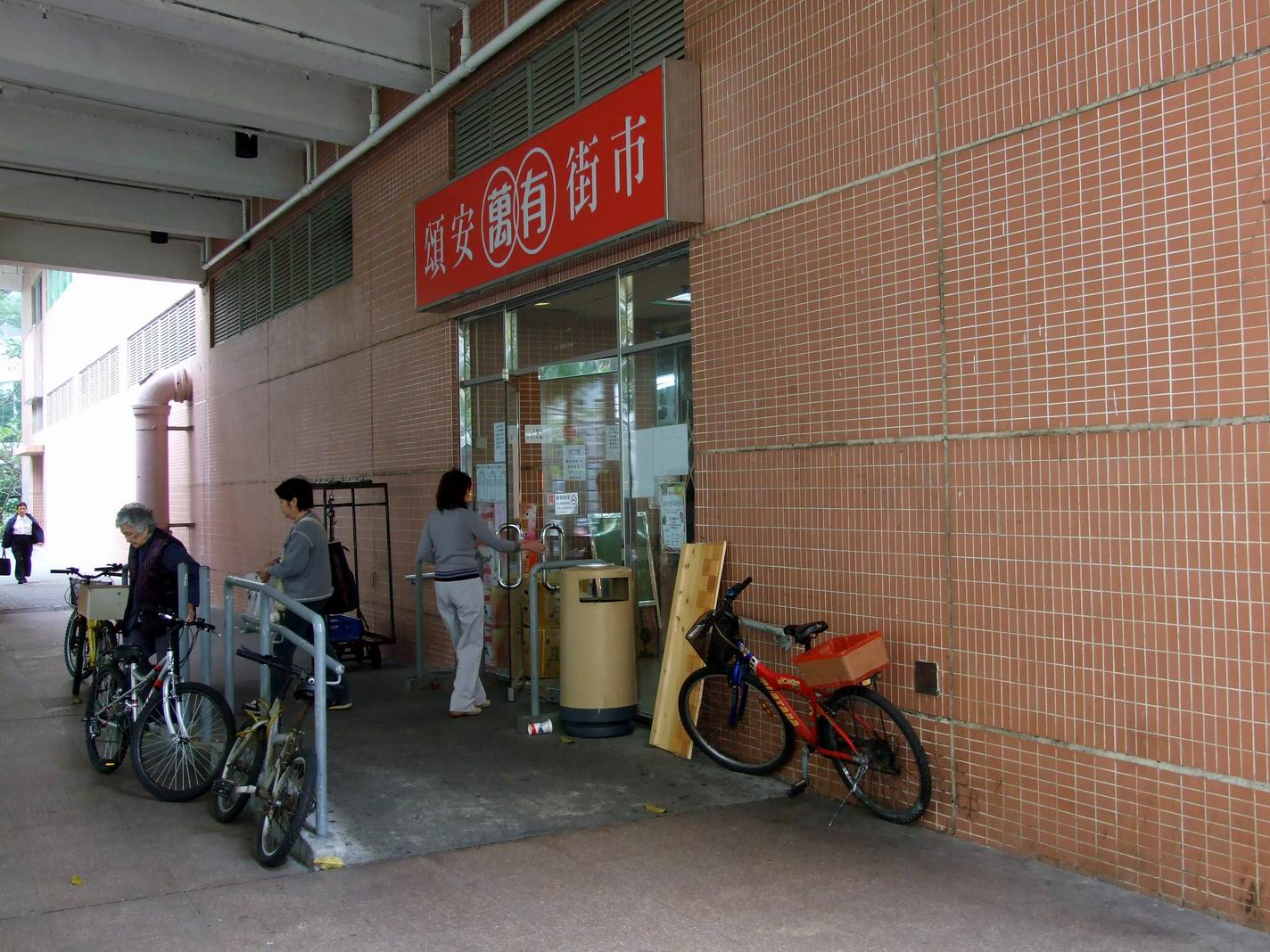
翻新前的頌安（萬有）街市入口

## 外部連結
- 頌安商場（領展）[永久]
- 特區聯合交通網－頌安邨
- 馬鞍山區巴士線 （页面存档备份，存于）

1. ↑  林劍. . 香港01. 2018-08-13  [2018-08-13]. （原始内容存档于2018-08-13）.